# Dendropsophus delarivai
Dendropsophus delarivai és una espècie de granota de la família dels hílids. Es distribueix pels contraforts dels Andes i pel nord-est de l'Amazònia de Bolívia; s'ha trobat entre els 180 i 700 metres d'altitud. Localment és una espècie comuna.
Habita en pantans i vores de boscos, on es reprodueix. Enganxen els ous a les fulles i quan neix el capgròs, aquest cau de les fulles a l'aigua. Possiblement és una espècie capaç d'adaptar-se a alguna pertorbació humana, encara que no a ambients urbans.